# Jesionki
Jesionki – opuszczony przysiółek wsi Kłodnica w Polsce, położony w województwie lubuskim, w powiecie świebodzińskim, w gminie Łagów. Przed 1945 rokiem znajdowały się tu zabudowania kolejowe.
W latach 1975–1998 przysiółek administracyjnie należał do województwa zielonogórskiego.